# Moneyboys
Pour plus de détails, voir Fiche technique et Distribution.
Moneyboys (chinois : 金錢男孩 ; pinyin : Jīnqián nánhái ; litt. « garçon d'argent ») est un film multinational réalisé par C. B. Yi et sorti en 2021. Il s'agit de son premier long métrage.
Il est présenté en sélection officielle dans la catégorie « Un certain regard », le 12 juillet 2021, au Festival de Cannes,.

## Synopsis
Fei (Kai Ko), venant du petit village chinois, se prostitue dans les grandes villes pour soutenir financièrement sa famille.

## Fiche technique
Sauf indication contraire, les informations mentionnées dans cette section peuvent être confirmées par les bases de données cinématographiques IMDb et Unifrance,  présentes dans la section « Liens externes ».
- Titre original : 金錢男孩
- Titre international : Moneyboys
- Réalisation et scénario : C. B. Yi (de)
- Musique : Yun Xie-Loussignian[1]
- Décors : Huei-Li Liao[1]
- Costumes : Zoe Wang[1]
- Photographie : Jean-Louis Vialard
- Son : Yun Xie-Loussignian
- Montage : Dieter Pichler
- Production : Gabriele Kranzelbinder
  - Coproduction : Guillaume de la Boulaye, Patrick Mao Huang, André Logie et Barbara Pichler
- Sociétés de production : KGP Filmproduktion, en coproduction avec Arte France Cinéma, La Compagnie Cinématographique, Panache Productions et Zorba Production[1]
- Sociétés de distribution : Filmladen[1] (Autriche) ; ARP Sélection (France), Cinéma Galerie Distribution (Belgique), Coke Movie (Taïwan),
- Pays de production :  Autriche /  Belgique /  France /  Taïwan
- Langues originales : mandarin, taïwanais
- Format : couleur — 2,39:1 (CinémaScope) — son 5.1
- Genre : drame
- Durée : 120 minutes[1]
- Dates de sortie :
  - France : 12 juillet 2021 (Festival de Cannes) ; 16 mars 2022 (sortie nationale)[5]
  - Autriche : 21 janvier 2021
  - Belgique : 17 novembre 2021
  - Taïwan : 19 novembre 2021

## Distributions
- Kai Ko : Fei
- Chloe Maayan : Lu Lu / Liang Hong / LiYu
- Bai Yufan (zh) : Liang Long
- JC Lin (en) : Han Xiaolai
- Sun Qiheng : Chen Wei

## Production
En juin 2019, on apprend que l'acteur Kai Ko est engagé au film aux côtés de Chloe Maayan et JC Lin. Le film est produit et distribué avec les pays européens tels que l'Autriche, la Belgique et la France.
Il est produit par la société KGP Filmproduktion, en coproduction avec Arte France Cinéma, La Compagnie Cinématographique ; Panache Productions et Zorba Production
Le tournage a secrètement lieu à Taipei (Taïwan), en 39 jours, de mai à juillet 2019 ; l'histoire se déroule en Chine,.

## Distinctions
Nominations
- Festival de Cannes 2021 — « Un certain regard » :
  - Caméra d'or
  - Queer Palm

### Documents
- Moneyboys, ARP Sélection, 2021, dossier de presse (lire en ligne)
- Jean-Louis Vialard, propos recueillis par François Reumont, « Jean-Louis-Vialard, AFC, parle de son travail sur Moneyboys, de CB Yi », sur AFC, 12 juillet 2021.